# Mogenstrup Ås
Mogenstrup Ås er en ås, der ligger mellem Mogenstrup og Næstved. Åsen er ca. 10 km lang, 500 bred og er 59 meter på det højeste sted (over omkringliggende terræn). Det er dermed Danmarks største ås. En stor del af åsen er dog blevet gravet væk da der har foregået store mængder grusgravning på den. Den består af seks større bakker, der er mellem 25 og 50 meter højere end det omkringliggende landskab. Bakkerne er: Stenskov (Kirkeskov), Fladså Banker, Løjedsbakker, Fruens Plantage, Vandtårnsbakken (eller Åsen, der er gennemskåret af Primærrute 14) og Munkebakken. Sidstnævnte ligger inde i selve Næstved og fungerer også som bypark.
Hele åsen er fredet.
Neden for Mogenstrup Ås ved Mogenstrup ligger DSB værksted ved Mogenstrup, hvor man skal servicere fremtidens elektriske tog fra 2026. 

## Tilblivelse
Åsen er skabt af aflejringer af smeltevand da isen fra sidste istid trak sig tilbage. Den er en del af et større system hvor store mængder vand har flydt som går fra området omkring Præstø på Sydsjælland mod norvest til Åmosen i Nordvestsjælland. Den er speciel idet det er en kanalås, som er dannet af smeltevandet i en åben kanal omgivet af dødis.
Ifølge et lokalt sagn blev åsen skabt da en trold i Fladså blev træt af at høre kirkeklokkerne i Næstved. Han fyldt derfor en stor sæk med grus og begav sig mod byen for at begrave kirken med gruset. Der var dog hul i sækken, og trolden tabte derfor alt gruset på vej til Næstved

## Historie
Åsen har primært fungeret som græsningsområde for lokale bønder, da den stenede jord gjorde den vanskelig at bruge som dyrkningsareal.
Det første kort, der tydeligt afbilder åsen, er Videnskabernes Selskabs kort fra 1772.
I 1870 gravede man sig igennem åsen for at anlægge Jernbanegade, og i 1900 blev Teatergade gravet ud.
Den 31. juli 1890 foregik en af Danmarks sidste dueller ved Fruens Plantage. Premierløjtnant Freddy Castenschiold ved 4. Dragonregiment i Næstved duellerede mod Oscar baron von Rahden med sabler. Disputten omhandlede forholdet til von Rahdens hustru og endte med at Von Rahden blev såret. I august 1893 blev Freddy Castenschiold skudt og dræbt af von Rahden, da de mødtes i den franske by Clermont-Ferrand.
I mange år har åsen fungeret som grusgrav forskellige steder, da åse har aflejringer af forskellig størrelse grus i forskellige dybde, og det derfor er nemt at grave efter en bestemt type grus.
I 1940'erne begyndte man at frede Mogenstrup Ås. Således blev Kirkeskov fredet i 1941. Østre Ringvej blev anlagt i 1938-1941, og her gravede man igen igennem åsen frem for at få en plan lige vej.
Vandtårnsbakken har navn efter det vandtårn som fra 1938 til 1974 fungerede som Næstveds vandforsyning. Bygningen er 26 meter høj og havde en tank på 600 m3, og det er tegnet af en lokal arkitekt ved navn Johannes Tidemand-Dal. I dag bliver det brugt som udsigtsstårn. Navnet blev afgjort efter en konkurrence, og faldt på Sjølundtårnet, da det er et poetisk navn for Sjælland. Næstved Lokal Radio har desuden en sender monteret på tårnet.
Helt frem til 1980'erne brugte man dele af åsen som grusgrav. Særligt området ved Stenskoven er gravet væk, og det meste af Løjedsbakken er fjernet.
Den sidste del af åsen blev fredet i 2006, og var dele ved Mogenstrup.